# Tenney, Minnesota
Tenney là một thành phố thuộc quận Wilkin, tiểu bang Minnesota, Hoa Kỳ. Năm 2010, dân số của thành phố này là 5 người.

## Dân số
- Dân số năm 2000: 6 người.
- Dân số năm 2010: 5 người.